# Jemna
Jemna, Djemna ou Jammah (em árabe: جمنة; romaniz.: Ğamna) é uma vila e município do sul da Tunísia, integrado na delegação (espécie de distrito ou grande município) de Kebili Sul e na província (gouvernorat) de Kebili. Em 2004, o município tinha 6 128 habitantes.
Situa-se junto a um oásis da região de Nefzaoua, a sul do Chott el Fejaj e do Chott el Jerid, 12 km a norte de Douz, 15 km a sul de Kebili, 110 km a sudeste de Tozeur, 125 km a sul de Gafsa, 135 km a oeste-sudoeste de Gabès e 465 km a sul de Tunes (distâncias por estrada).
Alegadamente é o maior mercado de tâmaras da variedade deglet nour da Tunísia. As regiões de Nefzaoua e principalmente do Jerid são as primeiras do mundo na produção daquela variedade de tâmaras de qualidade superior, que constituem uma das principais exportações da Tunísia. As colheitas dos extensos palmeirais daquelas regiões são negociadas em Jemma.
A vila é também um lugar de passagem privilegiado nos circuitos turísticos do sul da Tunísia, se bem que não chega a rivalizar com Douz, a chamada capital do turismo saariano.
Jemma e o seu palmeiral são abastecidos por nascentes de água fria e quente, que nos últimos anos têm sido também usadas em projetos de exploração de energia geotérmica.
Depois de ter sido um dos primeiros núcleos de emigração para França, atualmente é um destino de imigrantes internos, devido à prosperidade ligada à exploração mais industrializada da tâmara.